# Trent (South Dakota)
Trent is een plaats (town) in de Amerikaanse staat South Dakota, en valt bestuurlijk gezien onder Moody County.

## Demografie
Bij de volkstelling in 2000 werd het aantal inwoners vastgesteld op 254.
In 2006 is het aantal inwoners door het United States Census Bureau geschat op 248, een daling van 6 (-2,4%).

## Geografie
Volgens het United States Census Bureau beslaat de plaats een oppervlakte van
2,6 km², geheel bestaande uit land. Trent ligt op ongeveer 463 m boven zeeniveau.

## Plaatsen in de nabije omgeving
De onderstaande figuur toont nabijgelegen plaatsen in een straal van 20 km rond Trent.